# Commer, Mayenne

Commer este o comună în departamentul Mayenne, Franța. În 2009 avea o populație de 1,210 de locuitori.